# Johann Nepomuk Rust

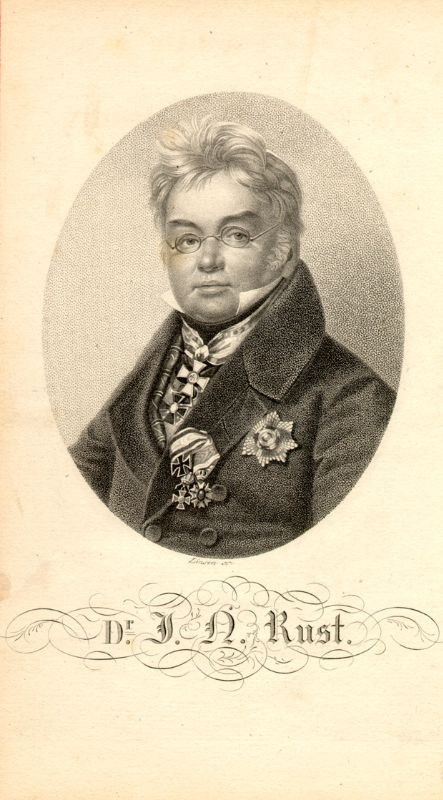
Johann Nepomuk Rust

Johann Nepomuk Rust, ab 1836 Ritter von Rust (* 5. April 1775 auf Schloss Johannisberg zu Jauernig; † 9. Oktober 1840 auf Gut Kleutsch bei Frankenstein) war ein österreichischer Mediziner und Chirurg.
Rust war preußischer Generalchirurg, Geheimer Obermedizinalrat, Präsident des königlichen Kuratoriums für die Krankenhausangelegenheiten und Leiter der Charité. Er galt zu seiner Zeit als der angesehenste deutschsprachige Chirurg, sein „Theoretisch-praktisches Handbuch der Chirurgie, mit Einschluß der syphilitischen und Augen-Krankheiten“ als das gründlichste und umfangreichste Werk dieses Genres zu damaliger Zeit.

## Biografie
Rust wurde in Österreichisch-Schlesien geboren. Im Alter von 17 Jahren brach er die ihm vorbestimmte militärische Laufbahn nach einer Auszubildung am österreichischen Ingenieurscorps ab, studierte zunächst Philosophie, dann Rechtswissenschaften in Wien und anschließend mit einem Stipendium Medizin in Wien und ab 1797 in Prag. 1799 erwarb er den Magistergrad für Geburtshilfe, 1800 dort neu eingeführten Doktorgrad der Chirurgie. Es folgten Tätigkeiten in Wien, Paris, dann als Professor im Lyzeum zu Olmütz und ab 1803 als ordentlicher Professor der Chirurgie an der Universität Krakau. In Krakau gründete er die dortige chirurgisch-klinische Anstalt und ein chirurgisches Museum. 1808 erwarb er den medizinischen Doktorgrad und wurde 1810 „Primärchirurg“ (chirurgischer Chefarzt) am Allgemeinen Krankenhaus in Wien. Aufgrund eines Angebots, das ihm die preußische Regierung beim Wiener Kongress gemacht hatte, trat er 1815 dem preußischen Militär bei. 1816 wurde er in Berlin „Erster Wundarzt“ und Leiter der chirurgisch-ophthalmologischen Klinik an der Charité, außerordentlicher Professor an der medizinisch-chirurgischen Militärakademie und gab das „Magazin für die gesammte Heilkunde“ heraus. 1817 erteilte er an der Charité erstmals klinischen Unterricht in Augenheilkunde. 1818 erhielt er von der Alma Mater Beroliniensis die außerordentliche und 1824 die ordentliche Professur. Zwischenzeitlich wurde er im Jahr 1821 zum Geheimen Obermedizinalrat im preußischen Ministerium der geistlichen-, Unterrichts- und Medizinalangelegenheiten ernannt und ein Jahr darauf zum Generalstabsarzt der Armee befördert.
Ab 1823 betreute er das „Kritische Repertorium für die Heilkunde“ und für das 1824 erschienene Werk Instrumentarium chirurgicum von dem Berliner Arzt Julius Leo (1794–1855) schrieb er die Vorrede. 1829 wurde er Präsident des von ihm geschaffenen Kuratoriums für Krankenhausangelegenheiten, 1834 Leibarzt Friedrich Wilhelms IV. (zu dieser Zeit noch Kronprinz) und 1837 Direktor des chirurgischen und pharmazeutischen Studiums an der mittlerweile zur Friedrich-Wilhelms-Universität umgetauften Berliner Universität. Mit Datum vom 21. Dezember 1836 verlieh ihm König Ludwig I. von Bayern das Ritterkreuz des Verdienstordens der Bayerischen Krone, verbunden mit dem persönlichen Adelstitel eines „Ritters von“. Aufgrund zunehmender Sehschwäche zog er sich ab 1838 zunehmend mehr auf sein schlesisches Landgut, wo er 1840 verstarb. Rust gehörte dem Bund der Freimaurer in der Großen Landesloge von Deutschland an.
Das Malum vertebrale suboccipitale, eine tuberkulöse Erkrankung von Atlas und Axis, wird nach ihm auch als Rust-Krankheit (Rust's Desease) bezeichnet.